# Machine Gun (film, 2011)
Pour les articles homonymes, voir Machine Gun.
Pour plus de détails, voir Fiche technique et Distribution.
Machine Gun ou La Foi et l'Ordre au Québec (Machine Gun Preacher) est un film américain réalisé par Marc Forster, sorti en 2011.

## Synopsis
Le film est une adaptation des mémoires de Sam Childers (en), La Guerre d'un autre homme. Childers était un motard alcoolique et drogué de Pennsylvanie lorsqu'il fut incarcéré. À sa sortie de prison, sa femme le persuade d'aller à l'église avec elle, où il est finalement converti. Plus tard, lors d'un voyage en Ouganda pour construire des maisons pour des réfugiés, il part au nord, dans le Soudan du Sud, pour construire un orphelinat. C'est de là qu'il mène des raids armés en coopération avec l'armée populaire de libération du Soudan pour préserver les enfants contre les atrocités commises par l'Armée de résistance du Seigneur .

## Fiche technique
Sauf mention contraire, les informations données ci-dessous sont issues de la page du film du site Internet Movie Database.
- Titre : Machine Gun
- Titre québécois : La Foi et l'Ordre
- Titre original : Machine Gun Preacher
- Réalisation : Marc Forster
- Scénario : Jason Keller
- Musique : Asche et Spencer, Thad Spencer
- Photographie : Roberto Schaefer
- Montage : Matt Chesse
- Décors : Philip Messina
- Direction artistique : Jonathan Hely-Hutchinson, Paul Richards
- Costumes : Frank L. Fleming
- Production : Robbie Brenner, Craig Chapman, Marc Forster, Deborah Giarratana et Gary Safady
- Pays :  États-Unis
- Budget : 30 millions de dollars américains
- Dates de tournage : 5 juillet 2010 - ??
- Lieux de tournage : Michigan et Afrique du Sud
- Format : 2.35:1 – 35 mm (blow-up), cinéma numérique — Son Dolby Digital et DTS
- Durée : 129 minutes
- Langues : anglais, arabe, acholi
- Dates de sortie en salles : 
  -  Canada : 11 septembre 2011 (Festival de Toronto) et 30 septembre 2011 (à Toronto)
  -  États-Unis : 23 septembre 2011 (New York), (Los Angeles, Californie)
  -  Belgique : 28 décembre 2011[réf. nécessaire]
- Date de sortie vidéo :
  -  France : 2 janvier 2013 (DVD et Blu-ray)[4]
- Classement :  Interdit aux moins de 12 ans

## Distribution
| |  |  |
| Les acteurs principaux Gerard Butler et Michelle Monaghan à la première du film au Festival international du film de Toronto 2011. |  |  |

- Gerard Butler (VF : Boris Rehlinger ; VQ : Daniel Picard) : Sam Childers
- Michelle Monaghan (VF : Barbara Kelsch ; VQ : Geneviève Désilets) : Lynn Childers[5]
- Michael Shannon (VF : Renaud Marx ; VQ : Louis-Philippe Dandenault) : Donnie
- Madeline Carroll (VF : Joséphine Ropion ; VQ : Célia Gouin-Arsenault) : Paige
- Souleymane Sy Savane (VQ : Widemir Normil) : Deng
- Kathy Baker : Daisy
- Reavis Graham (VF : Guy Chapelier ; VQ : Jean-Luc Montminy) : Pasteur

Source et légende : Version française (VF) sur RS Doublage et Version québécoise (VQ) sur Doublage qc.ca.

## Réception

### Box-office
Le film a récolté 3,7 millions de dollars au box-office mondial
pour un budget de 30 millions de dollars.

### Critiques
Lors de sa sortie en salles, Machine Gun Preacher a reçu dans l'ensemble des critiques mitigées, voire négatives, dans les pays anglophones : le site Rotten Tomatoes lui attribue un pourcentage de 29 % dans la catégorie All Critics, basé sur 103 commentaires et une note moyenne de 4.9⁄10 et un pourcentage de 21 % dans la catégorie Top Critics, basé sur 29 commentaires et une note moyenne de 5.0⁄10, tandis que le site Metacritic lui attribue une moyenne de 43⁄100, basé sur 32 commentaires. John McCarthy, du Catholic News Service a le sentiment que Machine Gun Preacher est plus axé sur l'action que sur le voyage spirituel de Childers. The Catholic News Service a classé le film comme « moralement inacceptable».

## Distinction

### Nomination
- Golden Globes 2012 : Meilleure chanson originale pour The Keeper de Chris Cornell